# Francesco Zamberlan

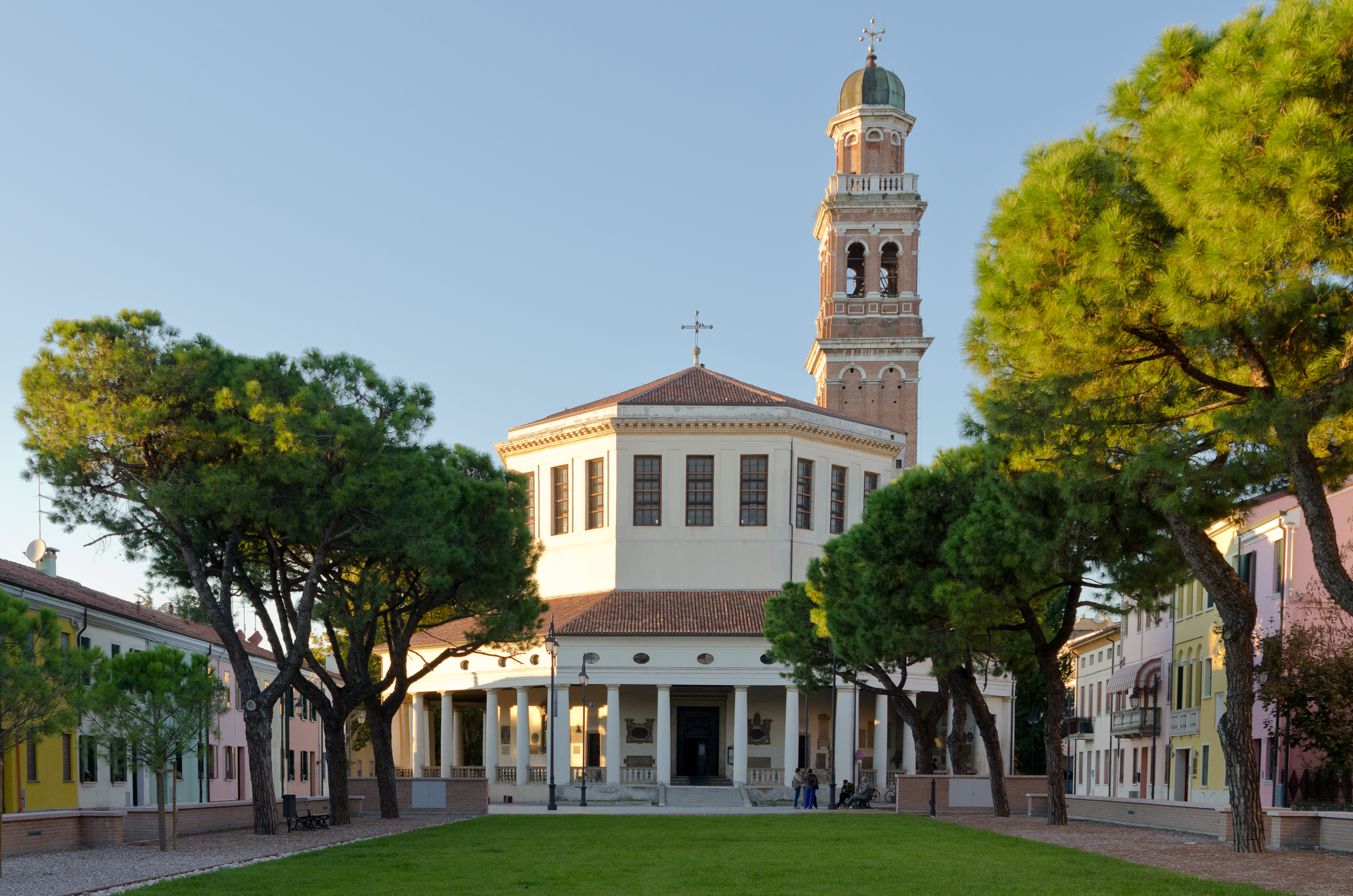
Tempio della Beata Vergine del Soccorso, detto la Rotonda

Francesco Zamberlan (Bassano del Grappa, 1529 – 1606 circa) è stato un ingegnere e architetto italiano cittadino della Repubblica di Venezia che svolse l'incarico di proto dell'Arsenale di Venezia e fu allievo, collaboratore ed amico del Palladio.

## Biografia
Nel 1561 l'allora podestà di Bassano gli commissionò la Porta delle Grazie, situata presso la chiesa omonima e composta da un arco a bugnato inquadrato fra due colonne incassate e sormontate da un fregio ed un timpano.
Egli coadiuvò il Palladio nella redazione del progetto di restauro conservativo del Palazzo Ducale di Venezia, danneggiato da un grave incendio il 20 dicembre 1577. Il documento convinse il governo della Serenissima a non demolire il palazzo e ad avviare i lavori, la cui direzione, data l'età avanzata del maestro, furono affidati direttamente al bassanese.
Gli viene attribuita anche la casa padronale di villa Morosini Cappello a Cartigliano (VI), considerata una delle ville più originali del tempo, i cui lavori tuttavia rimasero incompiuti e vennero completati nel secolo successivo dall'architetto Antonio Sardi, su commissione di Piero Morosini.
Fra il 1594 ed il 1601, su richiesta del vescovo di Adria Lorenzo Laureti, progettò e diresse i lavori della Chiesa di Santa Maria del Soccorso a Rovigo, dalla particolare pianta ottagonale e, perciò, meglio conosciuta come "La Rotonda". All'interno della chiesa si dedicò personalmente al disegno dell'altare in legno dorato, realizzato però solo nel 1607 da Giovanni Caracchio.